# Konfusion
Konfusion – druga płyta zespołu Skalpel wydana w 2005 roku. Płyta dotarła do 17. miejsca listy OLiS w Polsce.

## Lista utworów
Źródło.
1. „Shivers” – 4:16
2. „Flying Officer” – 4:27
3. „Long Distance Call” – 2:49
4. „Hiperbole” – 3:14
5. „Deep Breath” – 4:38
6. „Konfusion” – 3:58
7. „Test Drive” – 2:49
8. „Wooden Toy” – 4:07
9. „Split” – 4:53
10. „Seaweed” – 2:30